# Ɵ̀
Cette page contient des caractères spéciaux ou non latins. S’ils s’affichent mal (▯, ?, etc.), consultez la page d’aide Unicode.
Ɵ̀ (minuscule : ɵ̀), appelé O barré accent grave, est une lettre utilisé dans l’écriture du dan au Liberia.
Elle est formée de la lettre O barré diacritée d’un accent grave.

## Représentations informatiques
Le O barré accent grave peut être représente avec les caractères Unicode suivants :
- décomposé (latin étendu B, alphabet phonétique international, diacritiques)[1],[2],[3] :

| formes    | représentations | chaînes de caractères | points de code | descriptions                                                    |
| --------- | --------------- | --------------------- | -------------- | --------------------------------------------------------------- |
| capitale  | Ɵ̀               | Ɵ◌̀                    | U+019F U+0300  | lettre majuscule latine o tilde médian diacritique accent grave |
| minuscule | ɵ̀               | ɵ◌̀                    | U+0275 U+0300  | lettre minuscule latine o barré diacritique accent grave        |